# Giải bóng đá hạng nhất quốc gia Thổ Nhĩ Kỳ
Giải bóng đá hạng nhất quốc gia Thổ Nhĩ Kỳ, có tên chính thức là Trendyol 1. Lig vì lý do tài trợ, là cấp độ thứ hai của hệ thống giải bóng đá Thổ Nhĩ Kỳ. Giải đấu được thành lập vào năm 2001 với tên gọi Giải bóng đá hạng hai Thổ Nhĩ Kỳ loại A sau khi tổ chức lại Giải bóng đá hạng hai, là cấp độ thứ hai của hệ thống giải đấu Thổ Nhĩ Kỳ từ năm 1963 đến năm 2001. Giải đấu được gọi là Türk Telekom Lig A vào mùa giải 2006–2007, và được đổi tên thành TFF First League trước mùa giải 2007–08. Kể từ ngày 16 tháng 1 năm 2008 giải đấu được đổi tên thành Bank Asya 1. Lig. Vào tháng 4 năm 2012, Ngân hàng Asya rút lui khỏi tư cách nhà tài trợ cho giải đấu. Trong các mùa giải 2012–2016, giải đấu được biết đến theo các điều khoản của hợp đồng tài trợ với tên gọi PTT 1. Lig. Ngày nay giải đấu lại được gọi là TFF First League.